# Nowa Jeziorna
Nowa Jeziorna – część miasta Konstancina-Jeziorny (SIMC 0920769), w województwie mazowieckim, w powiecie piaseczyńskim. Leży w środkowo-północnej części miasta, między ulicami Warszawską i Bielawską, na północ od głównej linii kolejowej. Od północy graniczy Bielawą-Parcelami – osiedlem Bielawy. Stanowi osiedle domów jednorodzinnych.